# The Planet Smashers
The Planet Smashers é uma banda canadense de Ska, faz parte da Terceira onda. Nascida em 1994 em Quebec (Canadá), Planet Smashers é uma das maiores bandas da cena nacional e internacional. Faz grandes shows mundiais, sempre levando consigo a energia e a descontração do Ska aos países onde passa, incluindo Estados Unidos, Europa e Japão.

## Membros

### Última Formação
Matt Collyer - Vocais/Guitarra
Lonestar - Sax
Andrew Lattoni - Trombone
Dave Cooper - Baixo
Fred Brenton - Bateria

### Ex-membros
Scott Russell
Leon Kingstone
Tim Doyle
Kurt R
Ceco

## Discografia
- Unstoppable (2005)
- TEN (2004) (DVD)
- Mighty (2003)
- Fabricated (2002) (Coletânea)
- No Self Control (2001)
- Smash Hits (1999) (Coletânea)
- Life of the Party (1999)
- Attack of The Planet Smashers (1997)
- Inflate to 45 RPM (1995) (Vinyl)
- The Planet Smashers (1995)
- Meet The Planet Smashers (1994) (DEMO)